# Мойнешти
Мойнешти (рум. Moinești, венг. Mojnest) — город в Румынии, в жудеце Бакэу.

## География
Город находится на восточной окраине Карпат. Расположен в 35 км к северо-востоку от административного центра жудеца — города Бакэу

## Экономика
Территория вокруг города богата полезными ископаемыми: нефтью, природным газом, солью и древесиной.

## Население
На 2007 год население города составляло 23863 человек.

## Известные люди
- Тристан Тцара — румынский и французский поэт еврейского происхождения.